# Peter Haas (Autor)

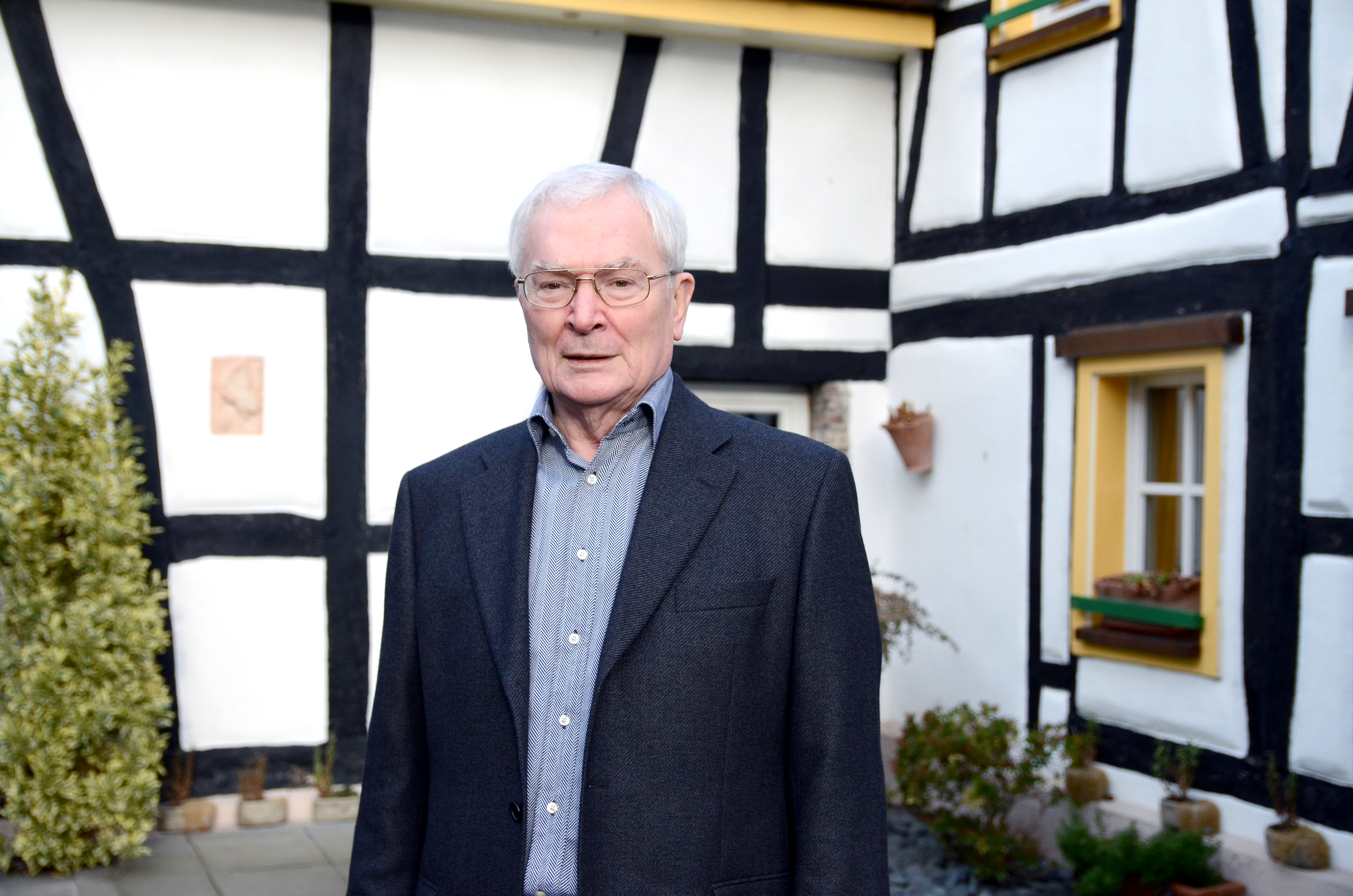
Peter Haas vor Haus Engländer

Peter Haas (* 14. Mai 1940 in Schwarzrheindorf; † 2. Januar 2023) war ein deutscher Autor von Mundarttexten, Aufsätzen und Übersetzungen.

## Leben
Haas wurde am 14. Mai 1940 in Schwarzrheindorf, heute Bonn-Beuel, geboren. Seit 1951 wohnte er in Troisdorf. Hier war er Mitbegründer und Schulleiter (1988 bis 2002) der Gesamtschule Europaschule Troisdorf. Haas war Mitbegründer des Troisdorfer Bilderbuchmuseums und von 1977 bis 1999 Stadtverordneter (SPD). Im Rahmen seiner politischen Tätigkeit war er Vorsitzender des Kulturausschusses (1980 bis 1989 und 1992 bis 1999) und Ortsvorsteher von Alt-Troisdorf, heute Troisdorf-West und Troisdorf-Mitte. Er war von 2004 bis 2007 Vorsitzender des Heimat- und Geschichtsvereins Troisdorf.

## Leistungen
Haas hatte als Mitbegründer der ersten Gesamtschule im Rhein-Sieg-Kreis und dem in Europa einzigartigen Bilderbuchmuseum großen Einfluss auf die Kultur- und Bildungspolitik sowie die Entwicklung der Stadt. „Für die Pflege von Tradition und lokaler Kultur im Rheinland hat Peter Haas als Vermittler, als Multiplikator und Vorbild Herausragendes geleistet“, würdigte anlässlich der Verleihung des Rheinlandtalers am 5. Mai 2009 die stellvertretende Vorsitzende der Landschaftsversammlung Rheinland Corinna Beck von der Bezirksregierung das Schaffen von Peter Haas.
Am 7. Januar 1999 erhielt er das Bundesverdienstkreuz am Bande. Außerdem war er Träger des Rheinlandtalers, des Verdienstordens in Gold vom Regionalverband des Bundes deutscher Karneval und Dr. humoris causa der Karnevalsgesellschaft Troisdorfer Altstädter. Im März 2005 wurde Haas durch einen Eintrag ins Goldene Buch der Stadt Troisdorf geehrt.

## Werke

### Übersetzungen aus dem Französischen
- Schriftenreihe des Archivs der Stadt Troisdorf  Nr. 14, 2.000: Zwangsarbeiter in Troisdorf; darin Übersetzungen der Texte: René Laurent, Erinnerungen jenseits der Bomben und Philippe Couvreur, als Seminarist bei der DAG Troisdorf (Auszüge)
- Pierre-Antoine Courouble, Das Rätsel der Holzbomben (Französisch: L´énigme des bombes en bois), auf Deutsch erschienen bei les Presses du Midi, Toulon, Frankreich. Der Autor untersucht das Phänomen der Holzbomben im Zusammenhang mit den Scheinflugplätzen und -anlagen im II. Weltkrieg.
- Roland Leber, Hermann aus Baden, von Freiburg nach Saida 1840–1930, (Französisch: Hermann le Badois, de Fribourg à Saida), historischer Roman auf Deutsch erschienen bei les Presses du Midi, Toulon, Frankreich. Roland Leber beschreibt das Leben seiner badischen Vorfahren, die wie viele Europäer 1840 nach Algerien auswanderten.

### Mundarttexte
- 2001 Übertragung des Librettos „Nie mih Kölsch?“ von Fritzdieter Gerhards in rheinische Mundart für ein Divertissementchen der „Cäcilia Wolkenburg“, Bühnenspielgemeinschaft im Kölner Männer-Gesang-Verein.
- 2002: „Et Zauberhandy“ – Abfassung eines Librettos frei nach der „Zauberflöte“ für ein Divertissementchen der Cäcilia Wolkenburg, Bühnenspielgemeinschaft im Kölner Männer-Gesang-Verein.
- „Chressnaach unger Palme un andere Malörche“, rheinische Mundartgeschichten  mit Hörbuch, Edition Wolkenstein, 2. Auflage o. J.

### Sonstige Veröffentlichungen
- Peter Haas, Die Nachkriegszeit, in: „Die Wahner Heide – eine rheinische Landschaft im Spannungsfeld der Interessen“, Rheinland Verlag Köln.
- Peter Haas, Naturschutz, Panzer und Jets, in: „Zwischen Stadt und Dorf“ – Rhein-Sieg/Bonn Lesebuch, Rhein.Eifel.Mosel-Verlag, Brauweiler 1990
- Begleittext zum Bildband „Troisdorf“ mit Fotos des Fotoklubs Troisdorf, Stadtbildverlag Leipzig 2006
- Libretto zu „Sieben Bilder einer Stadt – Collagetorium aus Troisdorf“; Musik: Markus Grünter, Troisdorf 1992
- Troisdorf - Ein Band Buntes, Geschichten und Anekdoten, Wartberg Verlag 2015
- Audio-Guides durch die Troisdorfer Innenstadt[8]